# Anneau de vitesse
Das Anneau de vitesse war eine Freiluft-Eisschnelllaufbahn in der französischen Stadt Grenoble.

## Geschichte
Anlässlich der Olympischen Winterspiele 1968 an Grenoble begannen im Februar 1966 die Bauarbeiten des Stadions. Im Januar 1967 wurde die Bahn im Rahmen der Internationalen Wochen Grenobles mit den Eisschnelllaufwettbewerben eröffnet. Auf der 400 Meter langen und 14 Meter breiten Bahn fanden währenden den Olympischen Spielen die Wettbewerbe im Eisschnelllauf statt. Während der Wettkämpfe konnten bis zu 2500 Zuschauer auf einer Betontribüne entlang einer der 112 Metern langen Längsseiten Platz finden.
Nach den Olympischen Spielen fanden auf der Bahn mit verschiedenen Welt- und Europameisterschaften im Eisschnelllauf weitere internationale Wettkämpfe statt.
Inzwischen ist das Anneau de vitesse nicht mehr in Betrieb und dient als Fläche zum Inlineskaten sowie für diverse Konzerte.
Nachdem es in Frankreich zwischen dem 7. und 9. Januar 2015 zu mehreren islamistischen Terroranschlägen gekommen war, nahmen am 11. Januar 2015 110.000 Menschen an einem Trauermarsch teil, welcher im Anneau de vitesse endete. Als am 13. November 2015 bei den Terroranschlägen in Paris erneut Menschen von Islamisten getötet wurden, versammelten sich 5000 Trauernde im Anneau de vitesse ein.
Anlässlich des 50. Jahrestages der Olympischen Winterspiele 1968 organisierte der Fernsehsender TéléGrenoble am 6. Februar 2018 im Anneau de vitesse, eine Jubiläumsfeier, bei der auch die damaligen Athleten wie Jean-Claude Killy, Marielle Goitschel oder Alain Calmat zu Gast waren.